# Nell (Kentucky)
Pour les articles homonymes, voir Nell.
Nell est une zone non incorporée (Unincorporated community) du comté d'Adair dans le Kentucky.